# Madina Fula
Madina Fula eller Sare Sibo är en ort i Gambia. Den ligger i regionen Upper River, i den östra delen av landet, 300 km öster om huvudstaden Banjul. Antalet invånare var 364 vid folkräkningen 2013.